# The Homesman

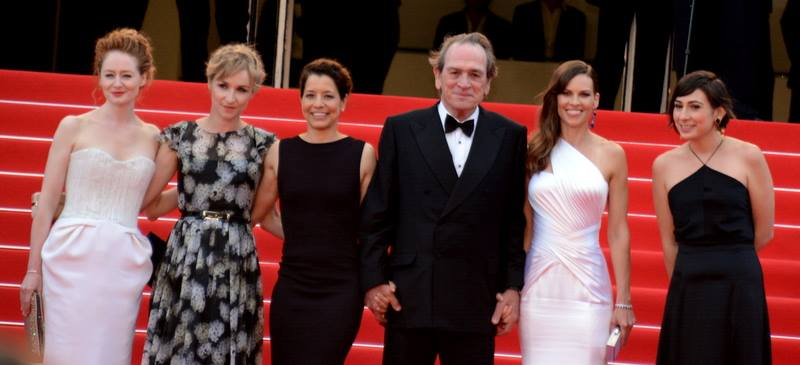
Los protagonistas y el director en el Festival de Cannes.

The Homesman (conocida en español como Deuda de honor) es una película galo-estadounidense de drama al estilo western de 2014 dirigida por Tommy Lee Jones y coescrita con Kieran Fitzgerald y Wesley Oliver, basada en una novela del mismo nombre de Glendon Swarthout. La película está protagonizada por Tommy Lee Jones, Hilary Swank, Hailee Steinfeld, William Fichtner y Meryl Streep. Fue seleccionada para competir por la palma de oro en la sección principal de la competición en el Festival de cine de Cannes de 2014.

## Argumento
Nebraska, 1855. Mary Bee Cuddy (Hilary Swank) es una mujer de 31 años que lleva una vida solitaria en una piadosa ciudad del medio oeste. La iglesia la designa para traer de regreso a tres mujeres que perdieron la razón. En el camino de Nebraska a Iowa, donde las mujeres han encontrado refugio, Mary Bee salva la vida a Briggs (Tommy Lee Jones), un delincuente, quien acepta ayudarla a cumplir su misión enfrentándose  juntos a nevadas, asaltantes, indios y los rigores de la frontera.

## Reparto
- Tommy Lee Jones como George Briggs.
- Hilary Swank como Mary Bee Cuddy.
- Grace Gummer como Arabella Sours.
- Miranda Otto como Theoline Belknapp.
- Sonja Richter como Gro Svendsen.
- Hailee Steinfeld como Tabitha Hutchinson.
- William Fichtner como Vester Belknap.
- Meryl Streep como Altha Carter.
- James Spader como Aloysius Duffy.
- John Lithgow como El Reverendo Dowd.
- Tim Blake Nelson como El cargador.
- Barry Corbin como Buster Shaver.
- Greg Baine como Portero.
- Grace Shepard como Molly Sours.
- Caroline Lagerfelt como Netti.
- Richard Andrew Jones como Carmichael.
- Jesse Plemons como Garn Sours.

## Producción

### Audición
Se abrió la audición en Columbus, Georgia el 27 de abril de 2013.

### Filmación
El rodaje comenzó en mayo de 2013 en el Museo de Westville en Lumpkin, Georgia.

## Lanzamiento
The Homesman se estrenó, en competición, en el Festival de cine de Cannes de 2014.

## Premios y nominaciones
| Premio                                                 | Categoría                                         | Receptores                                  | Resultado | Ref(s) |
| ------------------------------------------------------ | ------------------------------------------------- | ------------------------------------------- | --------- | ------ |
| Festival de Cannes                                     | Palma de Oro                                      | Tommy Lee Jones                             | Nominado  | [ 7 ]  |
| Boston Society of Film Critics                         | Mejor actriz                                      | Hilary Swank                                | 2° lugar  | [ 8 ]  |
| International Film Music Critics Award                 | Mejor banda sonora original en una película drama | Marco Beltrami                              | Ganador   | [ 9 ]  |
| Premios Phoenix Film Critics Society                   | Mejor actor                                       | Tommy Lee Jones                             | Nominado  | [ 10 ] |
| Premios Phoenix Film Critics Society                   | Mejor actriz                                      | Hilary Swank                                | Nominada  | [ 10 ] |
| San Diego Film Critics Society Awards                  | Mejor actriz                                      | Hilary Swank                                | Nominada  | [ 11 ] |
| Círculo Femenino de Críticos de Cine de Estados Unidos | Mejor reparto                                     | Mejor reparto                               | Ganadora  | [ 12 ] |
| Círculo Femenino de Críticos de Cine de Estados Unidos | Premio a la mejor actuación de Coraje             | Hilary Swank                                | Nominada  | [ 12 ] |
| Círculo Femenino de Críticos de Cine de Estados Unidos | Premio de la mujer Invisible                      | Hilary Swank                                | Nominada  | [ 12 ] |
| Círculo Femenino de Críticos de Cine de Estados Unidos | Mejor película sobre mujeres                      | Mejor película sobre mujeres                | Nominada  | [ 12 ] |
| Círculo Femenino de Críticos de Cine de Estados Unidos | Mejor actor                                       | Tommy Lee Jones                             | Nominado  | [ 12 ] |
| Círculo Femenino de Críticos de Cine de Estados Unidos | Mejores imágenes masculinas en una película       | Mejores imágenes masculinas en una película | Nominado  | [ 12 ] |

## Filmografía de Tommy Lee Jones como director
| Filmografía |
| The Good Old Boys (1995) The Three Burials of Melquiades Estrada (2005) The Sunset Limited (2011) The Homesman (2014) |